# Hiányzol (Soho Party-kislemez)
A Hiányzol című dal a Soho Party negyedik kislemeze, mely hivatalosan is megjelent maxi bakelit változatban is. A dalban Szolnoki Péter vokálozik, azonban ő nem látható a dalhoz készült videóklipben. A lemezen helyet kapott még két dal rave feldolgozása is, a Nagy Ho-Ho Horgász és a Micimackó című gyermekslágerek.

## Tracklista
1. Hiányzol (Original Version)
2. Hiányzol (Speed Remix)
3. Micimackó  Közreműködik Náksi Attila és Döme Dee
4. Nagy Ho-Ho Horgász  Közreműködik Náksi Attila és Döme Dee